# Tyra Zanderholm
Tyra Maria Cecilia Zanderholm, gift Sundström, född 22 november 1884 i Katarina församling i Stockholm, död 7 mars 1963 i Hedvig Eleonora församling i Stockholm, var en svensk skådespelerska. 
Zanderholm var dotter till krögaren Otto Zanderholm och Hulda Helena Haag. Hon antogs 1902 till Dramatiska Teaterns elevskola och anställdes 1906 vid Dramatiska Teatern. Hon kom att inta en framstående plats på Dramaten, dels i roller som skälmsk och pikant ung flicka, dels och framför allt i uppgifter inom det moderna karaktärsskådespelet.
År 1911 gifte hon sig med arkitekten Allan Norblad och blev änka efter honom 1921. Åren 1925–1945 var hon sedan gift med direktören Carl Gustaf "Gösta" Sundström (1889–1965), son till klädeshandlaren Per August Sundström och Ebba Ankarcrona. Tyra Zanderholm är begravd på Norra begravningsplatsen utanför Stockholm.

## Teater

### Roller
| År   | Roll                          | Produktion                                              | Regi          | Teater             |
| ---- | ----------------------------- | ------------------------------------------------------- | ------------- | ------------------ |
| 1906 |                               | Far och son Gustav Esmann                               |               | Dramatiska Teatern |
| 1906 |                               | Kusin Kate Hubert Henry Davies                          |               | Dramatiska Teatern |
| 1908 | Rosa                          | Samvetets mask Ludwig Anzengruber                       | Gustaf Linden | Dramaten           |
| 1909 | Beate                         | Den stora lidelsen Raoul Auernheimer                    | Gustaf Linden | Dramaten           |
| 1915 | Fru de Machault               | Äventyret Gaston Arman de Caillavet och Robert de Flers | Karl Hedberg  | Dramaten           |
| 1919 | Comtesse Wanda                | Fanvakt Otto Rung                                       | Tor Hedberg   | Dramaten           |
| 1921 | Colette                       | Hemkomsten Robert de Flers och Francis de Croisset      | Karl Hedberg  | Dramaten           |
| 1921 | Lady Utterword                | Villa Hjärtedöd George Bernard Shaw                     | Karl Hedberg  | Dramaten           |
| 1921 | Millicent Hannay              | Jokern H. Marsh Harwood                                 | Olof Molander | Dramaten           |
| 1922 | Fru Lind                      | Andras affärer Gustaf af Geijerstam                     | Gustaf Linden | Dramaten           |
| 1922 | Ingeborg                      | Peter Peter Curt Goetz                                  | Karl Hedberg  | Dramaten           |
| 1922 | Gabrielle, Bourganeufs dotter | Duvals skilsmässa Alexandre Bisson och Antony Mars      | Gustaf Linden | Dramaten           |
| 1923 | Emily                         | Kära släkten Gustav Esmann                              | Tor Hedberg   | Dramaten           |
| 1923 | Eustasia                      | Vägen till Dover A. A. Milne                            | Karl Hedberg  | Dramaten           |
| 1923 | Gwendoline                    | Mister Ernest Oscar Wilde                               | Gustaf Linden | Dramaten           |
| 1923 | Alice                         | Sköldpaddskammen Richard Kessler                        | Karl Hedberg  | Dramaten           |
| 1923 | Fröken Nelly Winterfeldt      | Föräldrar Otto Benzon                                   | Olof Molander | Dramaten           |
| 1923 | Lady Mary Lasenby             | Den beundrandsvärde Crichton J. M. Barrie               | Karl Hedberg  | Dramaten           |
| 1923 | Constance                     | Värdshuset Råbocken Oliver Goldsmith                    | Olof Molander | Dramaten           |
| 1924 | Fanny                         | Äventyrens värld Christian Günther                      | Karl Hedberg  | Dramaten           |
| 1925 | Julia Koerner                 | Swedenhielms Hjalmar Bergman                            | Gustaf Linden | Dramaten           |
| 1926 | Dejanira                      | Värdshusvärdinnan Carlo Goldoni                         | Karl Hedberg  | Dramaten           |
| 1927 | Jaqueline                     | Ljusstaken Alfred de Musset                             | Olof Molander | Dramaten           |
| 1927 | Gloria                        | Ombord Prins Wilhelm                                    | Olof Molander | Dramaten           |
| 1927 | Germaine                      | Doktor Mirakel Robert de Flers och Franois de Croisset  | Karl Hedberg  | Dramaten           |